# تايت كوبو
تايت كوبو (久保帯人 كوبو تايتو) (اسمه الحقيقي نورياكي كوبو (久保宣章 كوبو نورياكي)) مانغاكا ياباني ولد في 26 يونيو 1977, اشتهر بفضل عمله الثاني بليتش الذي حقق نسب مبيعات كبيرة في كل من اليابان والولايات المتحدة حيث تجاوزت مبيعاته في اليابان مثلا عتبة ال82 مليون نسخة في حدود سنة 2013.

## أهم أعماله
- بليتش (أدى صوت كون في أوفا ميموريز إن ذا راين)
- زومبي باودر

## وصلات خارجية
- تايت كوبو على موقع IMDb (الإنجليزية)
- تايت كوبو على موقع قاعدة بيانات الفيلم (الإنجليزية)
- تايت كوبو على موقع ANN person (الإنجليزية)